# Distrito Escolar Independiente de Clint
El Distrito Escolar Independiente de Clint (Clint Independent School District, CISD) es un distrito escolar del Condado de El Paso, Texas. Tiene su sede en el Condado de El Paso.
Sirve Clint, Horizon City, Morning Glory, Agua Dulce, Butterfield, Homestead Meadows North, Homestead Meadows South, y Montana Vista. Gestiona catorce escuelas: cinco escuelas primarias, una escuela intermedia, cuatro escuelas medias, y cuatro escuelas preparatorias (high schools). Tiene una superficie de 379,9 millas cuadradas. Tiene aproximadamente 11.800 estudiantes y 1,450 empleados de tiempo completo (incluyendo 700 maestros/profesores).